# Long Khánh
Long Khánh là một thành phố cũ trực thuộc tỉnh Đồng Nai, Việt Nam.

## Địa lý
Thành phố Long Khánh nằm ở phía đông tỉnh Đồng Nai, cách thành phố Biên Hòa 47 km, cách thành phố Vũng Tàu 75 km, cách thành phố Phan Thiết 115 km và cách Thành phố Hồ Chí Minh 72 km, có vị trí địa lý:
- Phía đông và đông bắc giáp huyện Xuân Lộc
- Phía tây và tây bắc giáp huyện Thống Nhất
- Phía nam giáp huyện Cẩm Mỹ
- Phía bắc giáp huyện Định Quán.

Là vị trí cửa ngõ giao thông của vùng, liên kết với khu vực Đông Nam Bộ và Tây Nguyên thông qua các tuyến đường sắt Bắc - Nam, quốc lộ 1; quốc lộ 56, tuyến cao tốc Tp. Hồ Chí Minh - Long Thành - Dầu Giây, tuyến cao tốc Dầu Giây - Phan Thiết tương lai có tuyến đường cao tốc Dầu Giây - Liên Khương, thành phố Long Khánh có vị trí thuận lợi cho việc phát triển kinh tế và du lịch.

## Hành chính
Thành phố Long Khánh có 13 đơn vị hành chính cấp xã trực thuộc, bao gồm 9 phường: Bảo Vinh, Bàu Sen, Phú Bình, Suối Tre, Xuân An, Xuân Bình, Xuân Hòa, Xuân Lập, Xuân Tân và 4 xã: Bảo Quang, Bàu Trâm, Bình Lộc, Hàng Gòn.

## Lịch sử
Trước năm 1837, Long Khánh là vùng dân tộc ít người, sử cũ gọi là man sách, thuộc hai phủ Long An và Phước Khánh và một số buôn, sóc xen kẽ của người dân tộc ở tỉnh Bình Thuận. Tháng 3 năm 1836, Bố chánh Biên Hòa Phạm Duy Trinh tâu xin và được phép mộ dân, khai khẩn đến vùng núi Chứa Chan.
Tháng 11 năm 1837, huyện Long Khánh gồm 5 tổng, 36 xã thôn, 451 số đinh, trên cơ sở nhập hai trại man ở hai đồn Long An và Phước Khánh, lúc đó thuộc phủ Phước Tuy cũng mới thành lập.
Năm 1851, bỏ huyện Long Khánh, nhập về phủ Phước Tuy.
Năm 1957, chính quyền Việt Nam Cộng Hoà lập tỉnh Long Khánh bao gồm 2 quận Xuân Lộc và Định Quán, sau lập thêm quận Kiệm Tân tách ra từ quận Xuân Lộc. Tỉnh lị tỉnh Long Khánh đặt tại Xuân Lộc (nay là khu vực trung tâm thành phố Long Khánh).
Sau ngày 30 tháng 4 năm 1975, Xuân Lộc trở thành một huyện thuộc tỉnh Đồng Nai, với huyện lỵ đặt tại thị trấn Xuân Lộc.
Ngày 10 tháng 4 năm 1991, huyện Xuân Lộc được chia tách thành 2 huyện: Xuân Lộc và Long Khánh. Khi mới thành lập, huyện Long Khánh có 7 đơn vị hành chính cấp xã, bao gôm thị trấn Xuân Lộc (huyện lỵ) và 6 xã: Xuân Bình, Xuân Đường, Xuân Lập, Xuân Mỹ, Xuân Tân, Xuân Vinh.
Ngày 15 tháng 9 năm 1992, Ban Tổ chức Chính phủ ban hành Quyết định số 593/QĐ-TCCP. Theo đó:
- Chia xã Xuân Đường thành 2 xã: Xuân Đường và Xuân Quế;
- Chia xã Xuân Lập thành 2 xã: Xuân Lập và Xuân Thạnh.

Ngày 29 tháng 8 năm 1994, Chính Phủ ban hành Nghị định số 109-CP. Theo đó:
- Chia xã Xuân Bình thành 2 xã: Bình Lộc và Xuân Thiện;
- Chia xã Xuân Vinh thành 2 xã: Bảo Quang và Bảo Vinh;
- Chia xã Xuân Mỹ thành 2 xã: Xuân Mỹ và Long Giao;
- Chia xã Xuân Tân thành 3 xã: Xuân Tân, Xuân Thanh, Nhân Nghĩa;
- Chia xã Xuân Lập thành 3 xã: Xuân Lập, Bàu Sen, Suối Tre;
- Chia xã Xuân Quế thành 2 xã: Xuân Quế và Sông Nhạn;
- Chia xã Xuân Đường thành 2 xã: Xuân Đường và Thừa Đức.

Như vậy, tính cuối năm 2002 thì huyện Long Khánh có 18 đơn vị hành chính cấp xã, bao gồm thị trấn Xuân Lộc (huyện lỵ) và 17 xã: Bàu Sen, Bình Lộc, Bảo Quang, Bảo Vinh, Long Giao, Nhân Nghĩa, Sông Nhạn, Suối Tre, Thừa Đức, Xuân Đường, Xuân Lập, Xuân Mỹ, Xuân Quế, Xuân Tân, Xuân Thanh, Xuân Thạnh, Xuân Thiện.
Ngày 21 tháng 8 năm 2003, Chính phủ ban hành Nghị định số 97/2003/NĐ-CP. Theo đó:
- Thành lập thị xã Long Khánh trên cơ sở toàn bộ diện tích tự nhiên và dân số của 9 đơn vị hành chính cấp xã thuộc huyện Long Khánh, bao gồm thị trấn Xuân Lộc và 8 xã: Xuân Lập, Bàu Sen, Suối Tre, Bình Lộc, Bảo Quang, Bảo Vinh, Xuân Tân, Xuân Thanh.
- Thành lập và đổi tên các phường, xã của thị xã Long Khánh:
  - Thành lập phường Xuân Trung trên cơ sở 100 ha diện tích tự nhiên và 10.715 nhân khẩu của thị trấn Xuân Lộc.
  - Thành lập phường Xuân Thanh trên cơ sở 135,5 ha diện tích tự nhiên và 7.344 nhân khẩu của thị trấn Xuân Lộc.
  - Thành lập phường Xuân An trên cơ sở 139 ha diện tích tự nhiên và 12.733 nhân khẩu của thị trấn Xuân Lộc.
  - Thành lập phường Xuân Bình trên cơ sở 122,5 ha diện tích tự nhiên và 9.252 nhân khẩu của thị trấn Xuân Lộc.
  - Thành lập phường Xuân Hoà trên cơ sở 171,4 ha diện tích tự nhiên và 6.652 nhân khẩu của thị trấn Xuân Lộc.
  - Thành lập phường Phú Bình trên cơ sở 149 ha diện tích tự nhiên và 5.230 nhân khẩu của thị trấn Xuân Lộc.
  - Thành lập xã Bàu Trâm trên cơ sở 1.432 ha diện tích tự nhiên và 5.296 nhân khẩu của thị trấn Xuân Lộc.
  - Đổi tên xã Xuân Thanh thành xã Hàng Gòn.
- Thành lập huyện Cẩm Mỹ trên cơ sở toàn bộ diện tích tự nhiên và dân số của 6 xã: Xuân Quế, Sông Nhạn, Xuân Đường, Thừa Đức, Nhân Nghĩa, Long Giao, Xuân Mỹ thuộc huyện Long Khánh và 7 xã: Xuân Bảo, Bảo Bình, Xuân Đông, Xuân Tây, Sông Ray, Lâm San thuộc huyện Xuân Lộc.
- Sáp nhập 2 xã Xuân Thiện và Xuân Thạnh (phần còn lại) vào huyện Thống Nhất.

Sau khi thành lập, Thị xã Long Khánh có 19.408,4 ha diện tích tự nhiên và 130.593 nhân khẩu với 15 đơn vị hành chính cấp xã, bao gồm 6 phường: Xuân Trung, Xuân Thanh, Xuân An, Xuân Bình, Xuân Hoà, Phú Bình và 9 xã: Xuân Lập, Bàu sen, Suối Tre, Bình Lộc, Bảo Quang, Bảo Vinh, Xuân Tân, Hàng Gòn, Bàu Trâm.
Ngày 30 tháng 12 năm 2015, Bộ Xây dựng ban hành Quyết định số 1496/QĐ-BXD công nhận thị xã Long Khánh là đô thị loại III thuộc tỉnh Đồng Nai.
Ngày 10 tháng 4 năm 2019, Ủy ban Thường vụ Quốc hội ban hành Nghị quyết số 673/NQ-UBTVQH14 (nghị quyết có hiệu lực từ ngày 1 tháng 6 năm 2019). Theo đó:
- Chuyển 5 xã: Bảo Vinh, Bàu Sen, Suối Tre, Xuân Lập, Xuân Tân thành 5 phường có tên tương ứng
- Thành lập thành phố Long Khánh thuộc tỉnh Đồng Nai trên cơ sở toàn bộ diện tích và dân số của thị xã Long Khánh.

Sau khi thành lập, thành phố Long Khánh có 191,75 km² diện tích tự nhiên và 171.276 người với 15 đơn vị hành chính cấp xã trực thuộc, gồm 11 phường và 4 xã.
Ngày 28 tháng 9 năm 2024, Ủy ban Thường vụ Quốc hội ban hành Nghị quyết số 1194/NQ-UBTVQH15 về việc sắp xếp đơn vị hành chính cấp xã của tỉnh Đồng Nai giai đoạn 2023 – 2025 (nghị quyết có hiệu lực từ ngày 1 tháng 11 năm 2024). Theo đó, sáp nhập 2 phường: Xuân Trung, Xuân Thanh vào phường Xuân An.
Thành phố Long Khánh có 13 đơn vị hành chính cấp xã, bao gồm 9 phường và 4 xã như hiện nay.

## Kinh tế
Thành phố Long Khánh nằm trong vùng kinh tế trọng điểm phía Nam; tiếp giáp với vùng kinh tế chiến lược Đông Nam Bộ, Tây Nguyên và duyên hải miền Trung. Có nhiều tuyến đường giao thông quốc gia đi qua, có vị trí quan trọng về các mặt kinh tế - xã hội và an ninh - quốc phòng đối với tỉnh và cả khu vực; là đầu mối giao lưu hàng hóa với các tỉnh miền Trung, tạo điều kiện để thành phố phát triển thương mại - dịch vụ - du lịch.
Long Khánh được xem là "thiên đường trái cây" của vùng Đông Nam Bộ. Ngoài những miệt vườn, nơi đây còn có rất nhiều điểm đến thú vị và món ăn ngon để trải nghiệm.
Có diện tích đất đai màu mỡ, thuận lợi cho phát triển các loại cây công nghiệp; cây ăn quả; cây có giá trị kinh tế cao, có khả năng xuất khẩu như: cao su, cà phê, chôm chôm, sầu riêng,... Hiện hơn 98% hệ thống đường giao thông nội ô đã được thảm nhựa, bê tông hóa. Mạng lưới điện quốc gia phủ đều các xã, phường phục vụ gần 100% số hộ dân sử dụng điện và khoảng 99% số hộ dùng nước hợp vệ sinh.
Hiện nay đã quy hoạch 2 khu công nghiệp nằm trên địa bàn thành phố; thu hút được 4 dự án đầu tư nước ngoài, một số doanh nghiệp nhà nước, trên 100 doanh nghiệp ngoài quốc doanh; bao gồm:
- Khu công nghiệp Long Khánh có diện tích khoảng 264 ha
- Khu công nghiệp Suối Tre có diện tích khoảng 150 ha
- Mở thêm 8 khu công nghiệp mới diện tích hơn 5000 ha
- Công viên phần mềm.

Cơ cấu kinh tế năm 2015: 
- Dịch vụ chiếm 56,8%
- Công nghiệp - xây dựng chiếm 31,4%
- Nông - lâm nghiệp - thủy sản chiếm 11,8%.

Thu nhập bình quân đầu người đạt 109 triệu đồng/năm.

## Giao thông
Có quốc lộ 1, quốc lộ 56, đường cao tốc Phan Thiết – Dầu Giây và đường sắt Bắc Nam đi qua.